# Châtillon (Jura)
Châtillon é uma comuna francesa na região administrativa de Borgonha-Franco-Condado, no departamento de Jura. Estende-se por uma área de 16,77 km². Em 2010 a comuna tinha 115 habitantes (densidade: 6,9 hab./km²).